# Dodon de Wallers
Pour les articles homonymes, voir Dodon (homonymie).

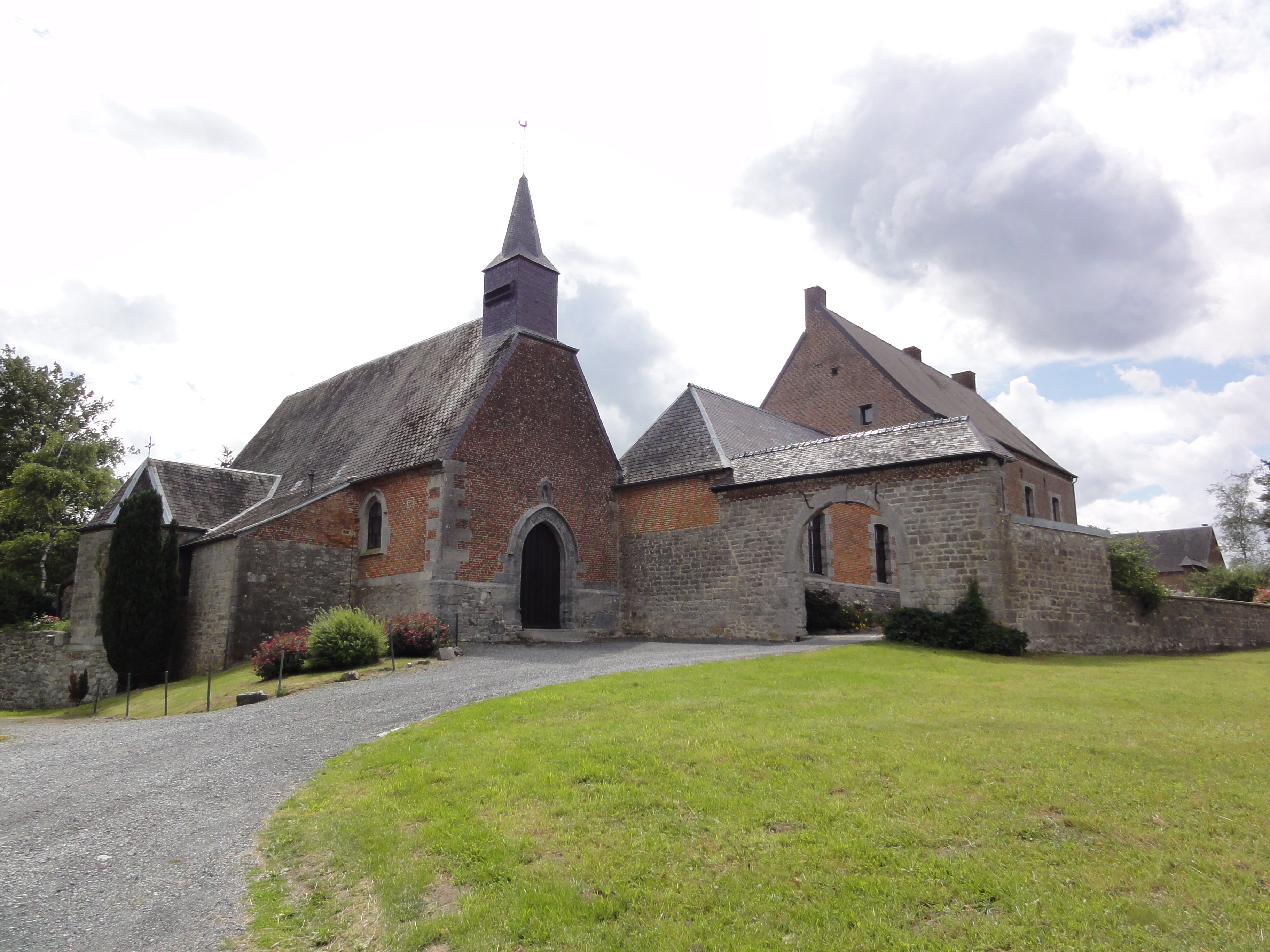
Moustier-en-Fagne, monastère de Saint-Dodon.

Dodon de Wallers, né à Vaulx vers 682, est un saint chrétien, fêté le 29 octobre.

## Biographie
Dodon naît à Vaulx, entre Chimay et Lompret, vers 682. Lorsqu'il a 6 ans, il est confié par ses parents à saint Ursmer qui le baptise et l'éduque. À l'âge de 24 ans, Ursmer l'envoie à l'abbaye de Wallers fondée par saint Landelin. Il dirige quelque temps l'abbaye, puis se retire comme ermite à proximité du monastère à Moustier-en-Fagne puis dans un prieuré dépendant de l'abbaye de Lobbes. On lui prête des miracles : des aveugles et des boiteux sont guéris. Il meurt, un 1er octobre, vers 760, dans la solitude, et est enterré près de sa cellule. Une chapelle, qui lui est dédiée, a longtemps existé à Eppe-Sauvage, près de Wallers.

## Sources
- Jean Pierre Hamblenne, Saintes et Saints de Belgique au 1er millénaire, 2e édition, Altair, 2014 ,  (ISBN 9782875940148)
- Sanctoral des RP Bénédictins, éditions Letouzey & Ané, 1952
- Acta Sanctorum Belgii, tome 6, p.378.